# مارك سميث (لاعب كرة قاعدة أمريكي)
مارك سميث (بالإنجليزية: Mark Smith)‏ هو لاعب كرة قاعدة أمريكي، ولد في 7 مايو 1970 في باسادينا في الولايات المتحدة.

## وصلات خارجية
- مارك سميث على موقع دوري كرة القاعدة الرئيسي (الإنجليزية)
- مارك سميث على موقع الدوري الياباني لكرة القاعدة (الإنجليزية)
- مارك سميث على موقعبيزبول رفرنس.كوم (الدوري الرئيسي) (الإنجليزية)
- مارك سميث على موقعبيزبول رفرنس.كوم (الدوري الثانوي) (الإنجليزية)
- مارك سميث على موقع إي إس بي إن.كوم (أم.أل.بي) (الإنجليزية)
- مارك سميث على موقع مشجعي الرسوم البيانية (الإنجليزية)